# Tyere-holi járás

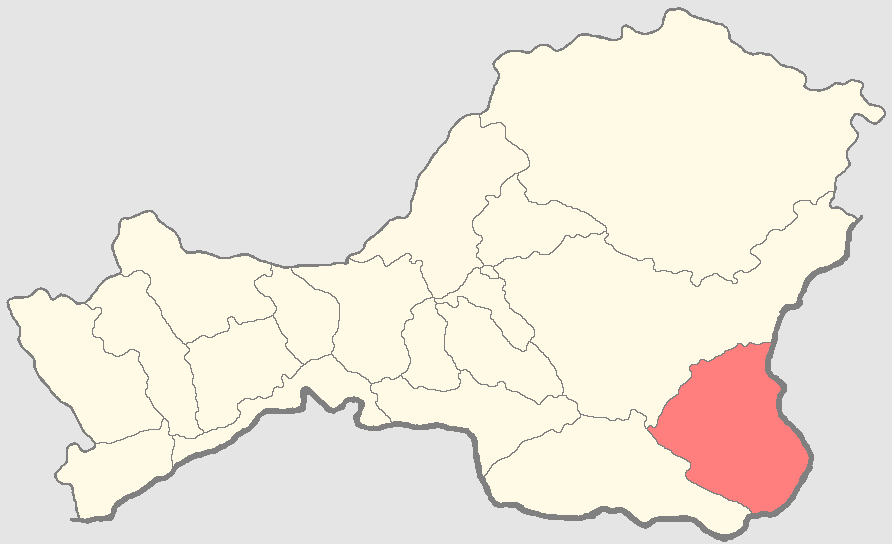
A Tyere-holi járás a Tuva Köztársaságban

A Tyere-holi járás (oroszul Тере-Хольский кожуун, tuvai nyelven Тере-Хөл кожуун) Oroszország egyik járása a Tuvai Köztársaságban. Székhelye Kungurtug. Nevét a területén található Tyere-Hol tóról kapta.

## Népesség
- 2010-ben 1 873 lakosa volt.